# ONF
Storia
Gli ONF (온앤오프?; pronunciato On and Off) sono un gruppo musicale sudcoreano formato dalla WM Entertainment. Il gruppo ha debuttato con sette membri il 3 agosto 2017 con l'EP On/Off . 
Laun, il membro più giovane, ha lasciato il gruppo nell'agosto 2019.

## Formazione
Attuale
- Hyojin (효진)
- E-Tion (이션)
- J-Us (제이어스)
- Wyatt (와이엇)
- MK (엠케이)
- U (유)

Ex-membri
- Laun (라운)

## Discografia

### Album in studio
- 2021 – ONF: My Name

### EP
- 2017 – On/Off
- 2018 – You Complete Me
- 2019 – We Must Love
- 2019 – Go Live
- 2020 – Spin Off
- 2021 – Popping

Riedizioni
- 2021 – City of ONF